# Lijst van burgemeesters van Barradeel
Dit is een lijst van burgemeesters van de voormalige Nederlandse gemeente Barradeel tot die gemeente op 1 januari 1984 opgeheven waarbij het grootste deel opging in de gemeente Franekeradeel.
| Ambtsperiode | Naam burgemeester                                         | Leven     | Partij of stroming                    | Bijzonderheden                                 |
| ------------ | --------------------------------------------------------- | --------- | ------------------------------------- | ---------------------------------------------- |
| 1851         | L.G. Hilbida                                              |           |                                       |                                                |
| 1851 - 1857  | mr. Epeus (E.) Manger Cats                                | 1822-1896 |                                       | Aansluitend burgemeester van Smallingerland.   |
| 1857 - 1866  | Tjalling Minne Watze Els (T.M.W.E.) baron Collot d'Escury | 1825-1887 |                                       | Zoon van Carel Æmilius Els Collot d'Escury.    |
| 1866 - 1876  | Frans (F.) Feytama Tjallingii                             | 1826-1899 |                                       | later burgemeester van Ooststellingwerf        |
| 1876 - 1897  | Coert (C.) van Dalsen Fontein                             | 1842-1897 |                                       |                                                |
| 1898 - 1922  | Luutzen (L.W.) de Vries                                   | 1849-1928 | Antirevolutionair / Friese Bond / CHU |                                                |
| 1922 - 1942  | Bauke (B.) Anema                                          |           |                                       |                                                |
| 1942 - 1945  | Klaas (K.N.) Okkinga                                      |           | NSB                                   |                                                |
| 1945         | Bauke (B.) Anema                                          |           |                                       |                                                |
| 1946 - 1963  | Jan (J.) Duker                                            | 1898-1983 | ARP                                   |                                                |
| 1963 - 1975  | Willem (W.K.) de Roos                                     | 1924-1987 | ARP                                   | Aansluitend burgemeester van Rijnsburg.        |
| 1975 - 1984  | Woudy (W.W.) Veenhof                                      | *1929     | ARP / CDA                             | Eerste vrouwelijke burgemeester van Friesland. |